# Светско првенство у атлетици у дворани 2001 — троскок за мушкарце
Такмичење у троскоку у мушкој конкуренцији на 8. Светском првенству у атлетици у дворани 2001. одржано је 9. марта у Атлантском павиљону у Лисабону (Португалија).
Титулу освојену у Маебаши 1999. бранио је Чарлс Фридек из Немачке.

## Земље учеснице
Учествовало је 11 такмичара из 10 земаља.
1. Аустралија (1)
2. Белорусија (1)
3. Бугарска (1)
4. Италија (2)
5. Куба (1)
6. Немачка (1)
7. Румунија (1)
8. Русија (1)
9. САД (1)
10. Уједињено Краљевство (1)

## Освајачи медаља
| Освајачи медаља |                      |             |  |  |  |  |
|                 |                      |             |  |  |  |  |
|                 |                      |             |  |  |  |  |
|                 |                      |             |  |  |  |  |
| Паоло Камоси    | Џонатан Едвардс      | Ендру Мерфи |  |  |  |  |
| Италија         | Уједињено Краљевство | Аустралија  |  |  |  |  |

## Рекорди пре почетка Светског првенства 2001.
13. март 2001.
| Рекорди пре почетка Светског првенства 2001.     | Рекорди пре почетка Светског првенства 2001. | Рекорди пре почетка Светског првенства 2001. | Рекорди пре почетка Светског првенства 2001. | Рекорди пре почетка Светског првенства 2001. | Рекорди пре почетка Светског првенства 2001. |
| ------------------------------------------------ | -------------------------------------------- | -------------------------------------------- | -------------------------------------------- | -------------------------------------------- | -------------------------------------------- |
| Светски рекорд                                   | 17,83                                        | Алисер Урутија                               | Куба                                         | Зинделфинген, Немачка                        | 1. март 1997.                                |
| Рекорд светских првенстава у дворани             | 17,72                                        | Брајан Велман                                | Бермуди                                      | Барселона, Шпанија                           | 12. март 1995.                               |
| Најбољи резултат сезоне у дворани                | 17,60                                        | Џонатан Едвардс                              | Велика Британија                             | Самара, Русија                               | 1. фебруар 2001.                             |
| Европски рекорд                                  | 17,77                                        | Леонид Волошин                               | Шведска                                      | Гренобл, Француска                           | 6. фебруар 1994.                             |
| Северноамерички рекорд                           | 17,83                                        | Алисер Урутија                               | Куба                                         | Зинделфинген, Немачка                        | 1. март 1997.                                |
| Јужноамерички рекорд                             |                                              |                                              |                                              |                                              |                                              |
| Афрички рекорд                                   | 17,00                                        | Аџаји Агбебаку                               | Нигерија                                     | Далас, САД                                   | 30. јануар 1982.                             |
| Азијски рекорд                                   | 17,09                                        | Олег Сарикин                                 | Казахстан                                    | Москва, Русија                               | 27. фебруар 1993.                            |
| Океанијски рекорд                                | 16,97                                        | Ијан Кембел                                  | Аустралија                                   | Детроит, САД                                 | 10. март 1978.                               |
| Рекорди после завршеног Светског првенства 2001. |                                              |                                              |                                              |                                              |                                              |
| Океанијски рекорд                                | 17,20                                        | Ендру Мерфи                                  | Аустралија                                   | Лисабон, Португалија                         | 9. март 2001.                                |

### Најбољи резултати у 2001. години
Десет најбољих атлетичара године у троскоку у дворани пре првенства (14. март 2001), имали су следећи пласман.
| 1.  | Џонатан Едвардс     | Велика Британија | 17,60 | 1. фебруар  |
| 2.  | Чарлс Фридек        | Немачка          | 17,08 | 27. јануар  |
| 3.  | Александар Главацки | Белорусија       | 17,06 | 1. фебруар  |
| 3.  | Валтер Дејвис       | Сједињене Државе | 17,06 | 9. фебруар  |
| 5.  | Јонуц Пунга         | Румунија         | 17,05 | 27. јануар  |
| 6.  | Паоло Камоси        | Италија          | 17,00 | 11. фебруар |
| 6.  | Игор Гавриленко     | Русија           | 17,00 | 17. фебруар |
| 6.  | Александар Мартинез | Куба             | 17,00 | 25. фебруар |
| 9.  | Фабрицио Донато     | Италија          | 16,94 | 24. фебруар |
| 10. | Роберт Хауард       | Сједињене Државе | 16,92 | 9. фебруар  |

Такмичари чија су имена подебљана учествују на СП 2001.

## Сатница
| Датум         | Време | Ниво   |
| ------------- | ----- | ------ |
| 9. март 2001. | 11:30 | Финале |

## Резултати

### Финале
Такмичење је одржано 9. марта 2001. године у 11:30.,,
| Пласман | Атлетичар           | Земља                | ЛР     | ЛРС    | #1    | #2    | #3    | #4    | #5    | #6    | Резултат | Белешка    |
| ------- | ------------------- | -------------------- | ------ | ------ | ----- | ----- | ----- | ----- | ----- | ----- | -------- | ---------- |
|         | Паоло Камоси        | Италија              | 17,45о | 17,00  | 16,97 | 16,81 | 16,48 | 17,32 | x     | 16,87 | 17,32    | НР, ЛР     |
|         | Џонатан Едвардс     | Уједињено Краљевство | 18,29о | 17,60  | 17,06 | 17,12 | x     | 17,12 | 16,79 | 17,26 | 17,26    |            |
|         | Ендру Мерфи         | Аустралија           | 17,32о | 17,07о | 16,53 | 16,79 | 16,65 | 17,15 | 16,93 | 17,20 | 17,20    | ОР, НР, ЛР |
| 4.      | Чарлс Фридек        | Немачка              | 17.59о | 17,08  | 15,69 | 17,11 | 17,13 | x     | x     | 16,90 | 17,13    | ЛРС        |
| 5.      | Ростислав Димитров  | Бугарска             | 17,49о | 16,59  | 16,65 | 16,91 | x     | x     | 16.88 | x     | 16,91    | ЛРС        |
| 6.      | Фабрицио Донато     | Италија              | 17,60о | 16,94  | x     | 16,77 | x     | 16,06 | 16,52 | 16,72 | 16,77    |            |
| 7.      | Мајкл Калво         | Куба                 | 17,30о | 17,22о | 16,44 | 16,54 | 16,75 | 16,65 | 16,72 | x     | 16,75    |            |
| 8.      | Александар Главацки | Белорусија           | 17,53о | 17,06  | 16,49 | 16,05 | x     | x     | 16,06 | 16,34 | 16,49    |            |
|         | Кента Бел           | САД                  | 17,22о | 16,82  | x     | x     | x     |       |       |       | БП       |            |
|         | Игор Гавриленко     | Русија               | 17,00  | 17,00  | x     | x     | x     |       |       |       | БП       |            |
|         | Јонуц Пунга         | Румунија             | 17,05  | 17,05  | x     | x     | x     |       |       |       | БП       |            |